# Pont de Crimée (Moscou)
Pour les articles homonymes, voir Pont de Crimée (homonymie).

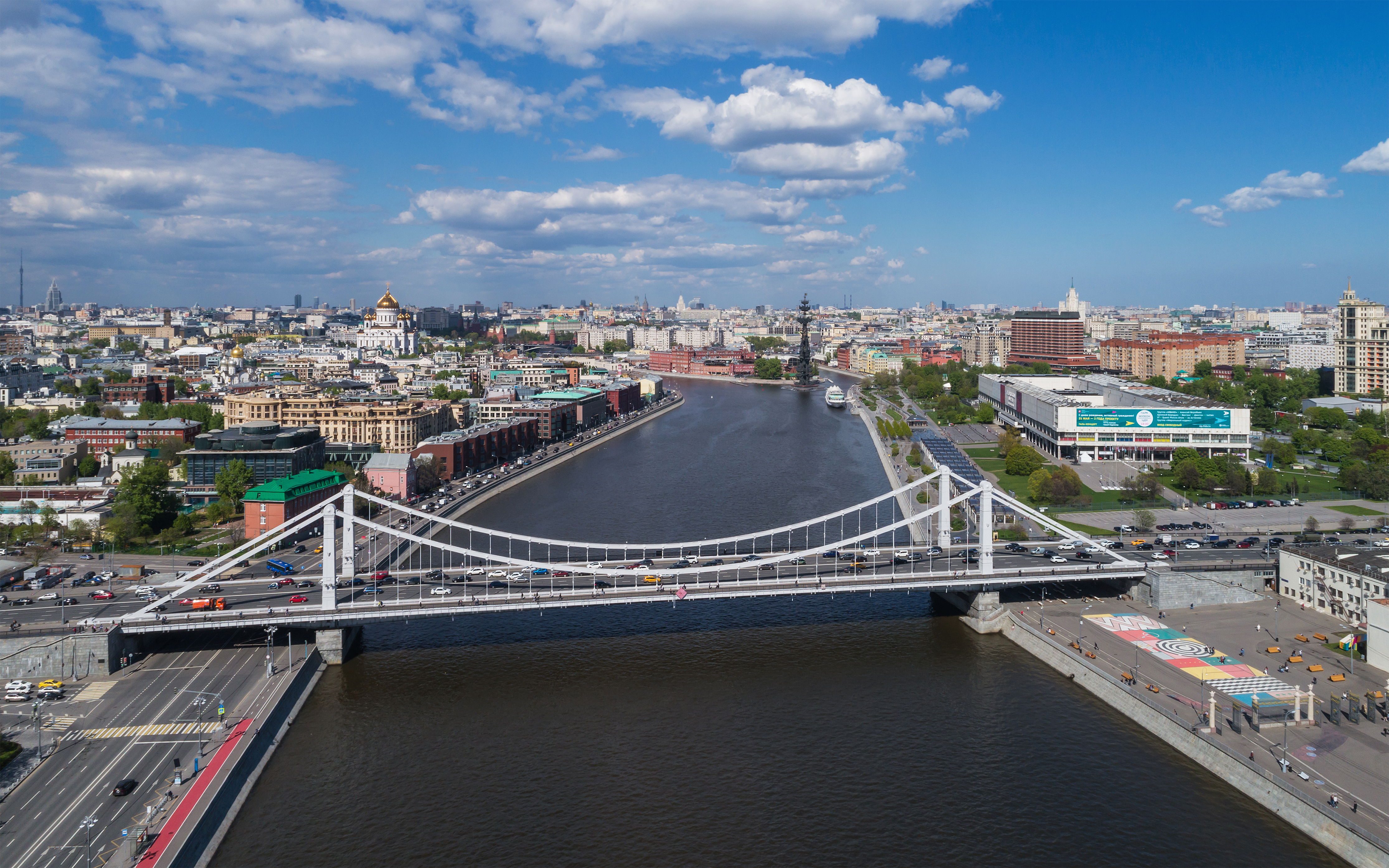
Le pont de Crimée en 2017.

Le pont de Crimée (Кры́мский мост, Krymski most), est un pont suspendu de trois travées à Moscou au-dessus de la Moskova. Situé sur la Ceinture des Jardins, le pont relie le boulevard Zoubov à la rue Krymski Val. Il a été construit en 1938 dans le cadre du plan d'urbanisme de 1935, par l'architecte Alexandre Vlassov et l'ingénieur Boris Petrovitch Konstantinov,,.
Nommé d'après la péninsule de Crimée et d'après un ancien palais du khanat de Crimée qui se trouvait non loin au XVIe siècle,, il s'agit de l'unique pont suspendu de la capitale. Il est ajouté en 2007 à la liste des objets du patrimoine de la culture populaire de la capitale russe,. Il mesure 668 m de longueur, 38,5 m de largeur, 28,7 m de hauteur ; sa travée principale s’étend sur 168 m.